# چا دونگ-مین
چا دونگ-مین (انگلیسی: Cha Dong-min; ۲۴ اوت ۱۹۸۶) تکواندوکار اهل کره جنوبی است.
از افتخارات وی می‌توان به کسب مدال طلا وزن ۸۰ کیلوگرم در بازی‌های المپیک تابستانی ۲۰۰۸ اشاره کرد.